# 明朝三孤
明朝三孤，即明朝的少師、少傅、少保三职的合称，从一品。负责协助皇帝处理重要国事政务，职位至重。

## 概述
洪武三年，明太祖朱元璋设立少師、少傅、少保，但无兼兼领者。建文年间，三孤职位被撤。直到永乐二十年八月，明成祖朱棣再恢复三孤职位，但无实授。宣德三年，明宣宗授蹇义进少师，杨士奇进少傅，夏原吉进少保，当时三孤官职，几乎为專授。自宣德、正统年间以后，三孤成为虛銜，為勳戚文武大臣加官、贈官。。
明世宗因信道教，嘉靖十九年，加方士陶仲文少师，久之加少傅，仍兼少保。二十三年，加少师，仍兼傅、保。明朝共获授少師、少傅、少保全部三者（“遍历三孤”）的人，有蹇义、杨士奇、刘吉、刘健、马文升、李东阳、杨廷和、梁储、王琼、杨一清、张孚敬、夏言、严嵩、高拱、徐阶、李春芳、张居正、张四维、申时行、陆炳共二十人。兼领三孤的，则只有陆炳一人。